# 1962 en science-fiction
| Années de la science-fiction : 1959 - 1960 - 1961 - 1962 - 1963 - 1964 - 1965    |
| Décennies de la science-fiction : 1930 - 1940 - 1950 - 1960 - 1970 - 1980 - 1990 |

L'année 1962 a été marquée, en matière de science-fiction, par les événements suivants.

## Naissances et décès

### Naissances
- 31 janvier : Will McIntosh, écrivain américain.
- 2 mars : Hiroyuki Morioka, écrivain japonais.

## Événements
- Création de spiderman qui deviendra Spider-Man, par Stan Lee et Steve Ditko, qui apparaît dans Amazing Fantasy #15

## Prix

### Prix Hugo
- Roman : En terre étrangère (Stranger in a Strange Land) par Robert A. Heinlein
- Nouvelle : Le Monde vert (the “Hothouse” series) par Brian Aldiss
- Film ou série : La Quatrième Dimension (The Twilight Zone)
- Magazine professionnel : Analog
- Artiste professionnel : Ed Emshwiller
- Magazine amateur : Warhoon (Richard Bergeron, éd.)
- Prix spécial : Cele Goldsmith pour l'édition de Amazing and Fantastic
- Prix spécial : Donald H. Tuck pour The Handbook of Science Fiction and Fantasy
- Prix spécial : Fritz Leiber et the Hoffman Electric Corp. pour l'utilisation de la science-fiction dans les publicités

## Parutions littéraires

### Romans
- Babel 3805, par Pierre Barbet.
- Colomb de la lune, par René Barjavel.
- Les Erreurs de Joenes, par Robert Sheckley.
- Les Hommes de poche, par H. Beam Piper.
- Le Maître du Haut Château, par Philip K. Dick.
- Le Monde englouti, par J. G. Ballard.
- Le Monde vert, par Brian Aldiss.
- Le Ressac de l'espace, par Philippe Curval.
- L'Orange mécanique, par Anthony Burgess.

### Nouvelles
- Mon fils, le physicien par Isaac Asimov.
- Spectacle de marionnettes par Fredric Brown.

## Sorties audiovisuelles

### Films
- Astronaut 1980 par Ishirō Honda.
- Le Cerveau qui ne voulait pas mourir par Joseph Green.
- La Cité sous-marine par Frank McDonald.
- Girls on the Moon par  Doris Wishman.
- La Grand-mère cybernétique par Jiří Trnka.
- La Jetée par Chris Marker.
- La Planète des tempêtes par Pavel Klouchantsev.
- La Poupée par Jacques Baratier.
- Le Navire étoile par Alain Boudet.
- Objectif 7e planète par Sidney W. Pink.
- Panique année zéro par Ray Milland.
- Un pilote dans la Lune par James Neilson.
- Voyage vers la septième planète par Sidney W. Pink.